# Мајкл Малон
Мајкл Малон (енгл. Michael Malone; Квинс, Њујорк 15. септембар 1971) је амерички кошаркашки тренер.
Као тренер је освојио НБА титулу са Денвер нагетсима у сезони 2022/23.

## Биографија
Малон је рођен у четврти Асторија у њујоршкој општини Квинс, Малон је син Брендана Малона, бившег НБА тренера. Након што је завршио припремну школу Сетон холу, Малоун је похађао припремну школу на Академији Ворчестер у школској години 1988–89. Затим је похађао Универзитет Лојола у Мериленду, играјући у кошаркашком тиму Лојола грејхаундсе од 1989. до 1993. године. За универзитетску екипу је наступио на 107 утакмица, а 39 је почео као плејмејкер. Дипломирао је историју 1994. године. Током четири сезоне са хртовима, Малоне је постигао 370 поена, 279 асистенција и 79 украдених лопти за 18,5 минута по утакмици.
Малон је ожењен и има две ћерке.

## Тренерска каријера

### НБА
| Тим               | Година   | У   | ПОБ | ПОР | УС%  | Пласман              | ПУ | ППОБ | ППОР | ПУС% | Пласман у плеј-офу                 |
| ----------------- | -------- | --- | --- | --- | ---- | -------------------- | -- | ---- | ---- | ---- | ---------------------------------- |
| Сакраменто        | 2013/14. | 82  | 28  | 54  | .341 | 4. место Пацифик     | —  | —    | —    | —    | Пропустили плеј−оф                 |
| Сакраменто кингси | 2014/15. | 24  | 11  | 13  | .458 | (отпуштен)           | —  | —    | —    | —    | —                                  |
| Денвер            | 2015/16. | 82  | 33  | 49  | .402 | 4. место Северозапад | —  | —    | —    | —    | Пропустили плеј−оф                 |
| Денвер нагетси    | 2016/17. | 82  | 40  | 42  | .488 | 4. место Северозапад | —  | —    | —    | —    | Пропустили плеј−оф                 |
| Денвер нагетси    | 2017/18. | 82  | 46  | 36  | .561 | 5. место Северозапад | —  | —    | —    | —    | Пропустили плеј−оф                 |
| Денвер нагетси    | 2018/19. | 82  | 54  | 28  | .659 | 1. место Северозапад | 14 | 7    | 7    | .500 | Изгубили у полуфиналу конференције |
| Денвер нагетси    | 2019/20. | 73  | 46  | 27  | .630 | 1. место Северозапад | 19 | 9    | 10   | .474 | Изгубили конференцијском финалу    |
| Денвер нагетси    | 2020/21. | 72  | 47  | 25  | .653 | 2. место Северозапад | 10 | 4    | 6    | .400 | Изгубили у полуфиналу конференције |
| Денвер нагетси    | 2021/22. | 82  | 48  | 34  | .585 | 2. место Северозапад | 5  | 1    | 4    | .200 | Изгубили у првом колу              |
| Денвер нагетси    | 2022/23. | 82  | 53  | 29  | .646 | 1. место Северозапад | 20 | 16   | 4    | .800 | НБА шампиони                       |
| Укупно            | Укупно   | 743 | 406 | 337 | .546 |                      | 68 | 37   | 31   | .544 |                                    |

### Репрезентација
У јануару 2020. придружио стручном штабу репрезентације Србије као консултант за Олимпијски квалификациони турнир у Београду.